# Nebojša Skopljak
Nebojša Skopljak (ser. cyr. Небојша Скопљак, ur. 12 maja 1987 w Belgradzie) – serbski piłkarz występujący na pozycji środkowego obrońcy w serbskim klubie Proleter Nowy Sad. Były młodzieżowy reprezentant Serbii.